# Arthropteris tenella
Arthropteris tenella är en spjutbräkenväxtart som först beskrevs av Georg Forster, och fick sitt nu gällande namn av John Smith. Arthropteris tenella ingår i släktet Arthropteris och familjen Nephrolepidaceae. Inga underarter finns listade.

## Bildgalleri

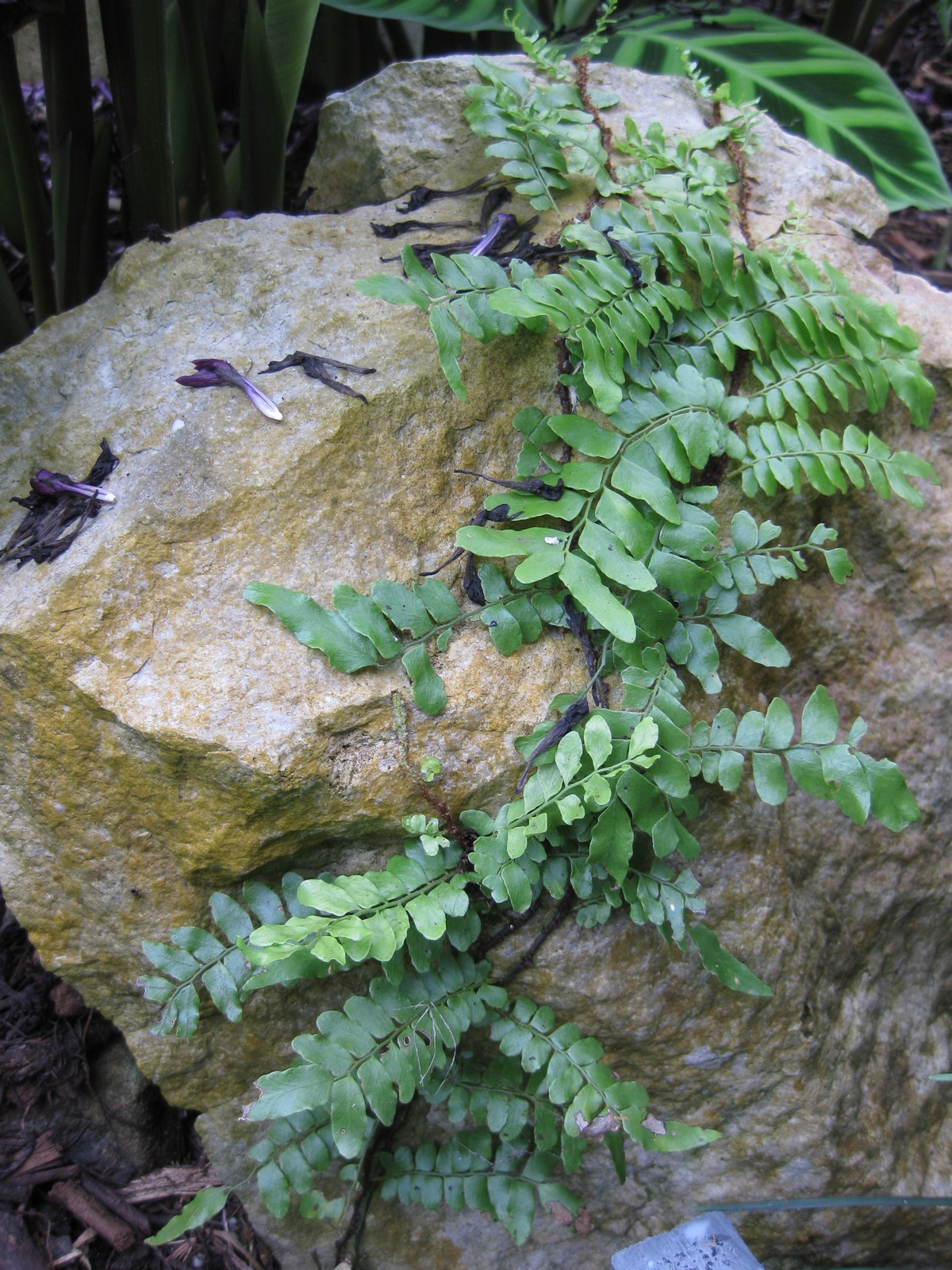
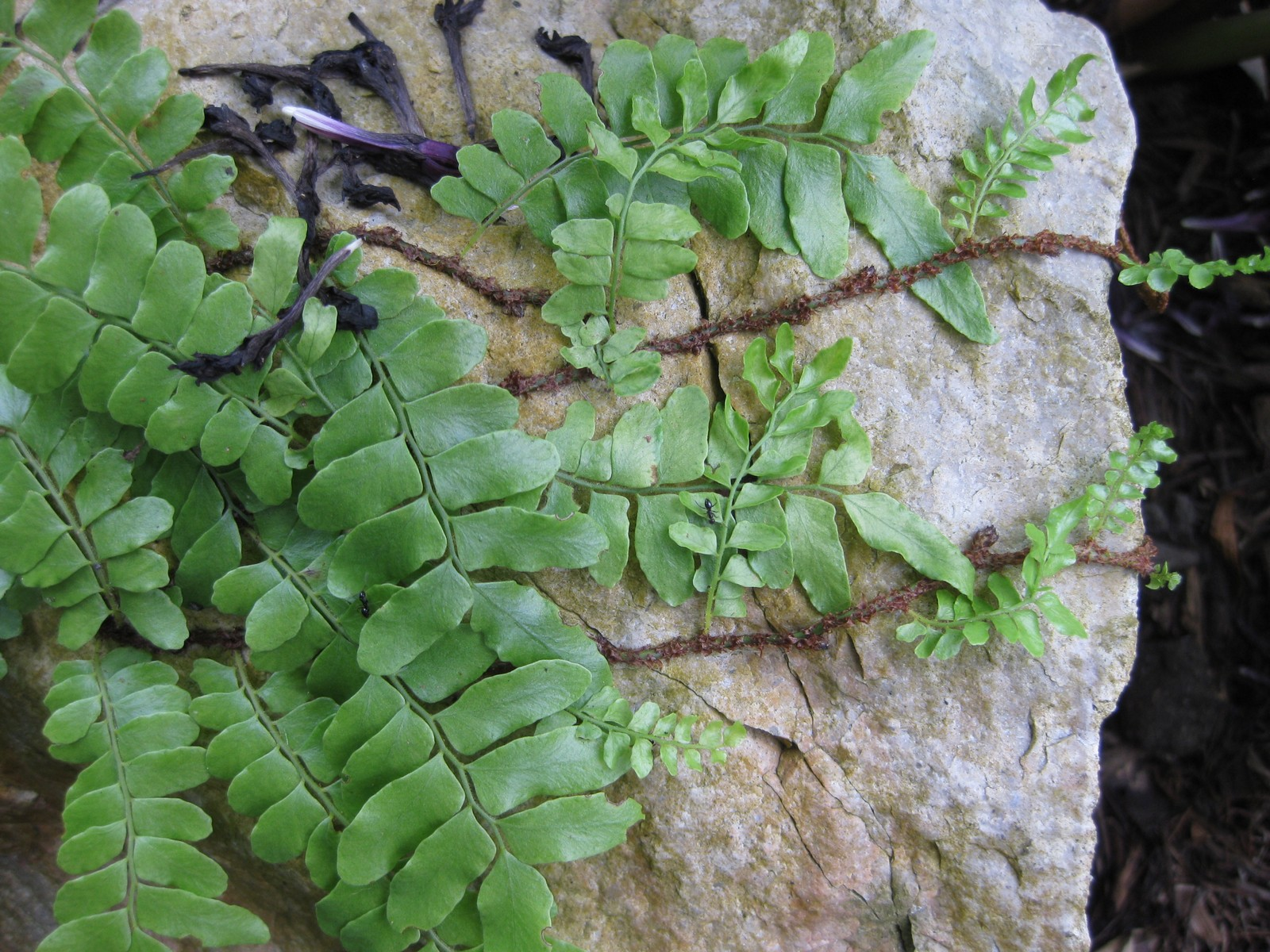
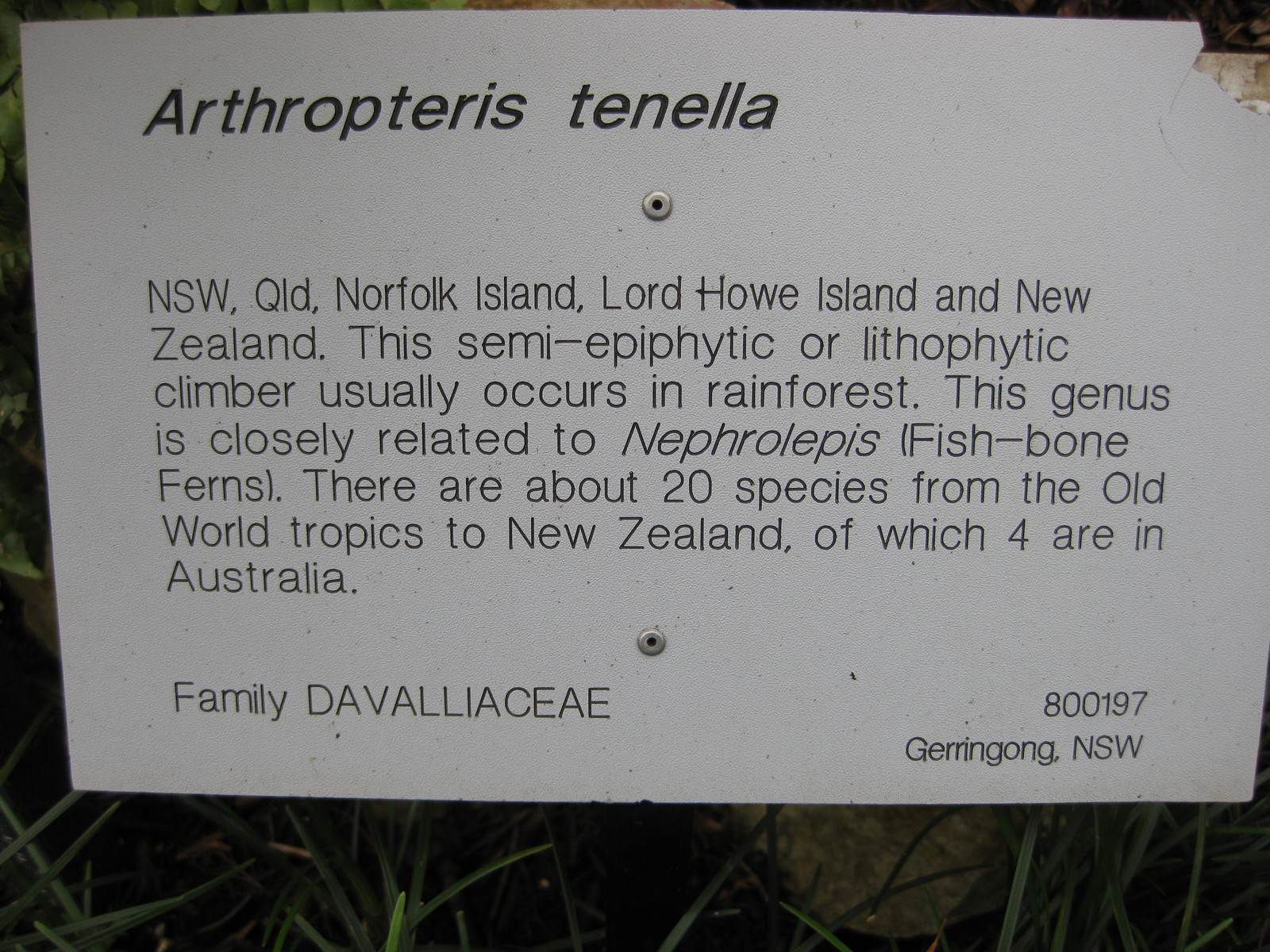